# Erlenbach im Simmental
Erlenbach im Simmental is een gemeente en plaats in het Zwitserse kanton Bern, en maakt deel uit van het district Frutigen-Niedersimmental.
Erlenbach im Simmental telt 1.664 inwoners.

## Geschiedenis
De omgeving van Erlebach wordt al 30.000 jaar door mensen bewoond. De Helvetii en Romeinen hebben hun sporen in Erlenbach achtergelaten. In de 13de eeuw heette het dorp Arlimbac. Vanwege zijn strategische ligging was het al vroeg een aanzienlijke nederzetting. Erlenbach werd vanwege Peter Kunz een centrum van de Reformatie. In zijn tijd werd Erlenbach het kerkelijke centrum van het Diemtigdal. In 1765 gingen bij een grote dorpsbrand 15 huizen in vlammen op.